# Phaonia fissa
Phaonia fissa är en tvåvingeart som beskrevs av Xue 1984. Phaonia fissa ingår i släktet Phaonia och familjen husflugor. Inga underarter finns listade i Catalogue of Life.